# Cantó de Conhac-Sud
El cantó de Conhac-Sud és un cantó francès del departament del Charente, situat al districte de Conhac. Té 8 municipis i el cap és Conhac.

## Municipis
- Ars
- Châteaubernard
- Conhac
- Gimeux
- Javrezac
- Louzac-Saint-André
- Merpins
- Saint-Laurent-de-Cognac

## Història
| Data d'elecció                           | Identitat     | Partit                     | Qualitat |
| ---------------------------------------- | ------------- | -------------------------- | -------- |
| 1973-1976                                | Francis Hardy | UDR                        |          |
| 1976-1982                                | M. Poussard   | PS                         |          |
| 1982-2001                                | Robert Roux   | Divers droite, després RPR |          |
| 2001-                                    | Jean Gombert  | Divers droite, després UMP |          |
| les dades anteriors no són pas conegudes |               |                            |          |
|                                          |               |                            |          |